# Ladder Bay (Saba)
Ladder Bay je sidrište na zavjetrinskoj strani karipskog otoka Sabe. Zaljev se nalazi neposredno ispod niza od 800 stepenica ručno uklesanih u stijene, lokalno poznatih kao "Ljestve", koje su do otvaranja ceste do Fort Baya bila jedina ulazna točka za opskrbu otoka. Napuštena carinarnica nalazi se na rubu litice s pogledom na zaljev.
Na zapadu, Nacionalni morski park Saba upravlja s 5-6 vezova koji su na dubini od 18 metara. U ožujku 2017. brod u francuskom vlasništvu se bio oslobodio veza i nasukao na stijenama u zaljevu Ladder. Nitko nije bio na brodu, a brod je uspješno spašen nekoliko dana kasnije.